# Katarina Steding-Ehrenborg
Katarina Steding-Ehrenborg, född 22 november 1983, är en svensk universitetslektor och docent i experimentell klinisk fysiologi vid Lunds universitet. Hon är lektor inom området Hälsovetenskap och projektledare i Hjärt-MR gruppen, Institutionen för Kliniska Vetenskaper på Medicinska fakulteten. Steding-Ehrenborg doktorerade vid medicinska fakulteten, avdelningen för klinisk fysiologi, Lunds universitet med en avhandling om aspekter på maximal syreupptagningsförmåga i relation till träningsfysiologi och hjärtmuskelfunktion.
Hon har fortsatt publicera studier inom området experimentell klinisk fysiologi, genom att genomföra olika studier av hjärtats morfologi och funktion med hjälp av MR. Parallellt med forskning arbetar hon med att sprida kunskap om vad som händer i kroppen kopplat till levnadsvanor genom föreläsningar och populärvetenskapliga böcker utgivna på Mondial förlag, Sverige och Panta förlag, Norge.
År 2019 erhöll hon 600 000 kronor från Stiftelsen Konsul Thure Carlssons minne för att studera fysisk träning som behandling vid hjärtsvikt.